# Ограда (Блоке)
Ограда (словен. Ograda) — поселення в общині Блоке, Регіон Нотрансько-крашка, Словенія. Висота над рівнем моря: 682,6 м.